# 久万広域森林組合
久万広域森林組合（くまこういきしんりんくみあい）は、愛媛県上浮穴郡久万高原町に本所を置く森林組合。組合員数は3,474人。

## 沿革
- 1998年 - 久万森林組合など周辺自治体の森林組合が合併し「久万広域森林組合」が誕生。

## 事業所
- 本所 - 愛媛県上浮穴郡久万高原町久万265番地3
- 久万市場 - 愛媛県上浮穴郡久万高原町露峰乙2172番地
- 父野川事業所 - 愛媛県久万高原町父野川乙586番地3
- 久万事業所 - 愛媛県久万高原町菅生2番耕地1526番地3

## 取り組み
- 森林整備で生じる二酸化炭素の排出枠を外販している。年500トンの排出枠を販売し、収入を事業費に当てる予定[1]。
- 「久万林業活性化プロジェクト」による集団間伐に取り組む。久万広域森林組合　活性化センター